# Jürgen Suppanschitz
Jürgen Suppanschitz (* 11. März 1986 in Voitsberg) ist ein Handballtorwart aus Österreich.
Der 1,90 Meter große und 85 Kilogramm schwere Torhüter steht bei Alpla HC Hard unter Vertrag.
Für die österreichische Nationalmannschaft steht Jürgen Suppanschitz im erweiterten Aufgebot für die Weltmeisterschaft 2011, er bestritt bisher noch keine Länderspiele. 
Nach der Saison 2011/2012 verließ Jürgen Suppanschitz den österreichischen Meister 2012, da beide Parteien sich nicht auf einen Vertragsverlängerung einigen konnten, in Richtung Deutschland und schloss sich dem Drittligisten 1. VfL Potsdam an.
Nachdem Suppanschitz den VfL Potsdam nach einer Saison wieder verlassen hatte, wurde er im Oktober 2013 von Leichlinger TV verpflichtet, bei welchem er am 19. Oktober sein Debüt in der 3. Liga West feierte. Nach nur einem Jahr wechselte er in seine Heimat zu Bregenz Handball.